# MD Geist
M.D. Geist (яп. 装鬼兵MDガイスト Sokihei M.D. Gaisuto, букв. Дьявольски опасный солдат Призрак) — японская манга и двухсерийная OVA экранизация о постапокалиптическом мире на колонизированной человечеством планете Джерра.
Гейст — протагонист c личным номером MD-02, указывающим на порядковый номер в программе MDS (Most Dangerous Soldier). Солдаты MDS — генетически сконструированные бойцы, разработанные, как универсальная машина для убийства, однако, по решению трибунала, MD-02 отличался невероятно зверским уровнем жестокости. Как результат, Гейст был помещён в анабиозную камеру и должен был пожизненно находиться в состоянии стазиса на орбите Джерры. Условия меняются в момент, когда орбита крио-тюрьмы изменилась и привела к её крушению на поверхность планеты…

## Сюжет

### Опаснейший Гейст (1986)
Регулярные войска планеты Джерра, подчинённые управлению Правительства Земли, погрязли в кровопролитной войне против Восстания Нексрума — поколений Новых Людей, объявивших о своей Независимости. На стороне Нексрума оказались технологии многократно превосходящие по боевому потенциалу Регулярную Армию, в частности — кибернетические интерфейсы, благодаря которым даже одиночный пехотинец Нексрума, подключённый к Боевому Меху, становился многоцелевой боевой единицей с недостижимым потенциалом скорости, силы, точности и вариативностью вооружения, которого легко «произвести» и также легко «заменить». В ответ на угрозу, рост которой опережал все данные разведки Правительства Земли, учёными Регулярной Армии Джерры были разработан амбициозный проект суперсолдат MDS.
Один из таких солдат — MD-02 Гейст. Суперсолдат, которого, по легенде, невозможно убить, пережил крушение и, после двадцати лет, проведённых в заточении, оказывается посреди постапокалиптического мира, опустошённого Последней Войной в ходе Программы B — Испепеление (ориг. Programm B — Burnout). Гейст сталкивается с группировкой бандитов, лидер которых убивает солдата Регулярной Армии, носившего силовую броню. Гейст вступает в смертельную схватку за броню с лидером банды и, несмотря на видимое превосходство противника в габаритах и массе, без особого труда отсекает ему руки, прежде, чем пронзить череп главаря ножом. Вэя, девушка главаря, влекомая желанием контролировать силу Гейста, предлагает ему место убитого босса и себя, в качестве спутницы и информатора, мотивируя, что в новом мире с компанией рейдеров Гейст может брать всё что захочет. Однако Гейст не выказывает к ней никакого интереса, за исключением необходимых ему знаний о противоборствующих сторонах и происходящем на планете. При помощи рейдеров Гейст обнаруживает сухопутный линкор Ной, принадлежащий Регулярной Армии и преследуемый подразделением Нексрума.
Экипаж сверхтяжёлого танка возглавляет полковник Курц (ориг. — ークルツ Kurutsu), пользующийся большим авторитетом и уважением подчинённых ему юных солдат, выросших среди кровопролитной войны. Оставив командование на молодого офицера Ганса, Курц лично оперирует оборонительным орудием, старясь отбить преследователей Нексрума. Несмотря, на мощь вооружения, Курц не в силах остановить противника, но линкору, оказавшемуся в проигрышной ситуации, оказывает поддержка банда рейдеров, среди которых Курц узнает Гейста. Полковник явно не рад такому повороту событий и ему остаётся только догадываться, может ли помнить MD-02 то, что было с ним до заточения?
Ситуацию накаляет основная задача полковника: взять под контроль абсолютное оружие Возмездия Джерры, известное, как Программа D (ориг. Programm D — Death Force) — Смертельная Сила. Отсчёт активации Смертельной Силы стартовал в момент предательского убийства главнокомандующего Регулярной Армии — Райана, и отсутствие связи с Правительством Земли. Программа включает в себя одну единственную цель: уничтожение выбранных биологических форм жизни на планете. В данном случае — человека.
Молодые бойцы под командованием Курца невероятно рады, что на их стороне оказался человек с нечеловеческими способностями и, впервые посреди отчаяния для них появляется надежда, что штурм сверхсекретного центра управления Программы D, известного, как Брейн Палас, не будет билетом в один конец и наконец-то есть хотя бы призрачный шанс на успех самоубийственного задания по спасению человечества от полного и безжалостного истребления.
Но для кого-то даже такая угроза может оказаться лишь привычной Игрой. Жестокой и беспощадной.

### M.D. Geist II: Смертельная Сила (1996)
Спустя год после событий в Брейн Паласе, мир оказывается на грани полного истребления. Боевые дроиды Программы D старательно исполняют свою задачу. Помимо прочего, дроиды обладают способностью к саморемонту и самовоспроизводству, в том числе за счёт биоматериала, получаемого из перерабатываемого населения планеты. Эра открытой вражды человека против человека закончена, как и его эра безраздельной власти над колонизированным миром. Стерев все различия, люди отчаянно пытаются выжить среди пустошей, избегая городов, а также крупных скоплений с другими выжившими, которые обязательно привлекут внимание Смертельной Силы.
Ходят легенды, как обречённых на истребление находил неизвестный Спаситель, обладавший столь безмерной силой, что даже дроиды Программы D не могли с ним сравниться. Однако, более спасённых никто не видел. Тем не менее, по мнению большинства, неизвестность — лучше того, что происходит в теми, до кого добирается Смертельная Сила.
Каждый день ставит перед беспощадным выбором — смерть от голода в пустошах, или отчаянная вылазка в мёртвые города в надежде найти хотя бы каких-то припасов, чтобы выживать в ожидании неизбежного.
Тем временем, на планете действуют объединённые силы Регулярной Армии и Нексрума под командованием капитана Краузера, тестирующие в спешке разработанную ESI-систему (англ. — existence signal illusion, букв. — иллюзорный сигнал присутствия), позволяющую, как скрывать, так и генерировать биологические сигналы человека. Технология ESI считается последней надеждой, но время стремительно уходит — не получится вечно обманывать сенсоры Смертельной Силы, а какое-либо производство и добыча на планете из-за Программы D более невозможны.
Доктор Брестон, один из ведущих специалистов, создавший зловещую программу MDS, изучив и перехитрив принципы работы сенсоров у боевых дроидов, завершает создание мощного ESI-эмиттера. Ему приходится содействовать интересам легендарного Спасителя, сила и мощь которого не исходят из ниоткуда.
Попутно, доктору приходится существовать с пониманием своего собственного положения, в котором он жив до тех пор, пока приносит пользу.
Наряду с этим, учёные Нексрума завершают прототип секретного оружия массового поражения — Пустотной Бомбы (англ. — Jignix Bomb, букв. — бомба межмолекулярной пустоты), задача которой сработать в тандеме с системами ESI.
Люди, уставшие от отчаяния и безнадёжности, всецело доверяют свои жизни, судьбы и волю тем, кто на деле и не думает прекращать безумную и смертельно опасную игру. У каждого есть свой козырь в рукаве, а также — уверенность в своей правоте и неумолимые амбиции.
Однако, немногие выжившие знают другую легенду: среди выжженных песков Джерры иногда можно встретить человека, сражающегося со Смертельной Силой в одиночку. Без жалости, без сострадания и без каких-либо намерений спасти окружающих.
MD-02 — Гейст, о котором давно никто и не помнит, за исключением двух человек.
Один из них — доктор Брестон, который тайно отправляет на его поиск Орла — человека, насильно обращённого тестового киборга для ESI-технологии, выжившего среди беспощадных экспериментов. Доктор также не прочь получить свой туз в рукаве и полностью изменить положение сил в погибающем мире. И никто не берёт в расчёт, что у демонстративно покорного Орла есть своё видение того, что происходит вокруг…

### M.D. Geist: Ground Zero
Манга, отсылающая нас к событиям до первой OVA-экранизации. Прототипы MDS успешно проходят первые тестирования, а результаты их деятельности приводят к ужасающим открытиям: Нексрум не только начинает массово производить технологии кибер-интерфейсов, но и потенциал запасов вооружения восставших борцов за независимость растёт несоизмеримо быстрее, чем предполагалось.
Лейтенант Лея Вонг, выступая с докладом о положении дел, предупреждает Правительство Земли, что при таких темпах развития ситуации Программы A (ориг. Programm A — Agression), Армии придётся перейти к применению оружия массового поражения, которое неизбежно приведёт к Программе С — Катастрофа (ориг. Programm C — Catastrophe). Вонг предлагает MDS, как универсальное решение — биологическое гуманоидное оружие, способное ликвидировать командные центры Нексрума и предотвратить апокалипсис, который неизбежно поглотит всё человечество.
Совет Правительства Земли настроен скептически и требует, чтобы MDS был оценен доверенными лицами Регулярной Армии, командируя лейтенанта и MD-02 в подразделение Специальных Сил Джерры (ориг. JSF — Jerra Special Forces) под командованием полковника Стентона. Понимая безвыходность ситуации, Вонг вынуждена согласиться, несмотря на то, что MDS не были разработаны для действий в составе подразделений и взаимодействия с людьми напрямую. Полковник Курц спешит поддержать выпускницу своей академии, ручаясь за полковника Стентона.
Вопреки ожиданиям, Стентон крайне консервативно настроен к прибытию «биоробота» и намеревается назначить его в резервисты, полностью исключая активное участие MD-02 в боевых операциях с его добровольцами на новой территории в глубоком вражеском тылу, где орбитальные спутники засекли сигналы о невероятно высоком уровне радиации на местности без каких-либо зарегистрированных промышленных объектов. Напор и радикальность полковника приводят к скандалу с лейтенантом, Вонг устраивает явный разлад внутри подразделения, а градус неприязни к молчаливому и неприветливому MDS лишь нарастает.
Всем участникам придётся не только раз за разом оказываться в безвыходных ситуациях и ощутить на себе всю беспощадность стремительно меняющихся правил «Игры», но также открыть для себя истоки возникновения конфликта и причины невероятного роста мощи Нексрума. Наряду с этим, Гейст, исходная задача которого — чёткое и эффективное исполнение любого приказа, будет вынужден наблюдать и изучать то, что происходит вокруг вне единственно привычного ему поля боя. А значит, все будут вынуждены выяснить главное: кто такой MD-02 и чего он стоит на самом деле.

## Персонажи
| Персонаж               | Озвучивание (яп.) | (англ.)         |
| ---------------------- | ----------------- | --------------- |
| Гейст                  | Казухиро Наката   | Джейсон Бек     |
| полковник Курц         | Ушоу Ишидзука     | Дэйв Коуч       |
| Вэя                    | Рика Мацумото     | Джоан Бейкер    |
| Ганс                   | Кейджи Фудживара  |                 |
| Сакамото               | Исшин Чиба        |                 |
| главарь рейдеров Голем | Хисао Эгава       |                 |
| Марш                   | Сэки Томокадзу    | Кип Каплан      |
| Бист                   | Ясунори Масутани  |                 |
| Гиста                  | Такаши Нагасако   |                 |
| капитан Краузер        | Кането Шиодзава   | Джон Холливуд   |
| доктор Брестон         | Рокуро Ная        | Грег Штур       |
| Орёл                   | Цуджи Шинпачи     | Дэвид Фюрер     |
| Нексрум                | Такая Хаши        |                 |
| Верховный Командующий  | Масато Хирано     | Говард Глассрод |
| Майор                  | Коиджи Ишии       | Винсент Бэггс   |

## Производство
Хотя Хаято Икэда считается автором M.D. Geist, фактически руководством занимался Коити Охата. Однако, ввиду того, что на этапах производства Охате было лишь 23 года и он не имел опыта продюсирования, был приглашён Икэда. Охата отмечает, что большинство ошибок, допущенных при первом выпуске, были результатом плохо организованной работы. Издание режиссёрской версии «Director’s Cut», совместно с Central Park Media, исправляло большинство ошибок и неточностей, а также включало новое вступление и эпилог.

## Выпуск
Оригинальный M.D. Geist выпускался компанией Nippon Columbia, а также был перевыпущен компанией Denon. В 1988 был Gaga Communications выпускает трейлер OVA-версии под названием Thunder Warriorс группой прочих трейлеров в надежде успешных продаж на североамериканском рынке. M.D. Geist выпускался на Североамериканском континенте компанией Central Park Media в 1992; двумя годами ранее, компания использовала M.D. Geist в качестве логотипа лейбла U.S. Manga Corps. Примечательно, что фанаты логотипаа U.S. Manga Corps' способствовали продажам на внутреннем рынке и Central Park Media решили сотрудничать с соавтором Коичи Охатой в создании продолжения. В 1996, Central Park Media выпустили режиссёрскую версию M.D. Geist — Director’s Cut, включавшую в себя 5 минут дополнительных сцен, в том числе обновлённые первые сцены и эпилог, являющийся связующим со второй частью. Месяцем позже, CPM выпустили M.D. Geist II: Death Force. Кроме того, компания поручила Охате и американскому художнику Тиму Элдреду проиллюстрировать адаптацию манги.
Премьера первой и второй части OVA в США, прошла на канале Sci Fi Channel в время эфирного блока Ani-Monday 29 сентября и 6 октября 2008, соответственно. Следом за закрытием Central Park Media, права на M.D. Geist перешли ADV Films и были перевыпущены в 2009-м году. Они по-прежнему доступны для скачивания на iTunes по релизу Manga Entertainment, наряду с Now and Then, Here and There.

## Критика
Критик Дариус Вашингтон из издание Otaku USA оценил оригинальную версию M.D. Geist, как «развлекательный боевик с неплохими вложениями, уникальными решениями и психически цепляющим поворотом сюжета» Владелец Central Park Media Джон О’Доннелл в шутку называет M.D. Geist «лучшим „плохим“ аниме, когда-либо созданным».